# سارا لوگان
سارا لوگان (انگلیسی: Sarah Logan؛ زادهٔ ۱۰ سپتامبر ۱۹۹۳) کشتی‌گیر کشتی حرفه‌ای اهل ایالات متحده آمریکا است.